# Filip Bogislaus von Schwerin (1790–1865)
Filip Bogislaus von Schwerin, född 6 augusti 1790 i Sala, död 28 april 1865 i Stockholm, var en svensk greve och officer (överste) vid Generalstaben.

## Bakgrund
von Schwerin var son till prästen och riksdagsmannen Fredrik Bogislaus von Schwerin samt dennes hustru Lovisa Charlotta af Petersens. von Schwerin var bror till underlöjtnant Wilhelm von Schwerin som dog endast 15 år gammal, efter strid med ryssarna under Finska kriget 1808.
von Schwerin blev kadett vid Krigsakademien vid Karlbergs slott 1806, och utexaminerades i juni 1808 varefter han i juli samma år utnämndes till fänrik vid Svea livgarde och skickades precis som sin bror Wilhelm omgående till kriget i Finland. Han landsattes på Åland, och under arméns reträtt blev han tillfångatagen av ryssarna. von Schwerin släpptes dock och kunde delta under det fortsatta kriget i Norrland där han deltog i Slaget vid Sävar där han på nytt blev tillfångatagen, och dessutom sårad. För sitt mod under kriget blev han 1810 tilldelad medaljen För tapperhet i fält i guld.
I november 1811 befordrades han till löjtnant vid Svea livgarde samt utnämndes till stabsadjutant hos generallöjtnanten friherre Georg Carl von Döbeln under åren 1811–1813 och hos generallöjtnanten friherre Carl Henric Posse åren 1813–14. Under dessa år deltog även von Schwerin i kriget på kontinenten mot Napoleon under det Sjätte koalitionskriget, och han blev den 9 december 1814 utnämnd till riddare av Svärdsorden. Därefter blev han i april 1816 befordrad till kapten i generalstaben och redan i augusti samma år till major. Under 1817 utnämndes han till kapten i Svea livgarde, samt tillförordnad kommendant i Helsingborg. År 1818 utnämndes han till adjutant hos Kronprins Oscar samt i maj till överstelöjtnant i armén, samt i generalstaben 1820.
von Schwerin befordrades igen i augusti 1824 till överste i armén, och i april 1825 till överste i generalstaben. Han begärde avsked från Svea livgarde den 12 januari 1847, men fick kvarstå såsom överste i armén och generalstaben.

### Familj
Schwerin gifte sig den 10 oktober 1822 i Västerås med friherrinnan Charlotta Vilhelmina Erika Liljencrantz som var född den 11 april 1803 i Slagsta, hon dog den 22 april 1864 i Stockholm. Charlotta var dotter till landshövdingen greve Johan Wilhelm Liljencrantz och hans första fru Johanna Beata von Engeström. Tillsammans fick Filip och Charlotta 11 barn.
- Vilhelmina Lovisa Johanna (1823-1904)
- Filip Fredrik Vilhelm (1825-1828)
- Charlotta Eleonora Lovisa (1828-1905)
- Hedvig Amalia Augusta (1829-1892)
- Lovisa Jakobina (1831-1908)
- Tvillingarna Josefina Hedvig (1833-1903) och Eugenia Eleonora (1833-1899)
- Carl Gustaf Filip von Schwerin (1835-1912)
- Vilhelm Sixten Axel Fredrik von Schwerin (1838-1885)
- Gustaf Verner von Schwerin (1839-1912)
- Carl Filip Otto von Schwerin (1843-1899)

Genom sonen Carl Gustaf Filip var han farfars far till Wilhelm von Schwerin.

### Utmärkelser
- För tapperhet i fält i guld den 4 maj 1810
- Riddare av Svärdsorden den 9 december 1814
- Riddare av den ryska Sankt Annas orden den 12 juni 1838